# Abdelaziz Bouteflika
Abdelaziz Bouteflika (àrab: عبد العزيز بوتفليقة, ʿAbd al-ʿAzīz Būtaflīqa) (Oujda, Marroc, 2 de març de 1937 - Zéralda, província d'Alger, Algèria, 17 de setembre de 2021) fou un polític algerià, president de la república entre 1999 i 2019.

## Biografia

### Inicis
Provinent d'una família immigrant, aviat es va integrar al Front Nacional d'Alliberament d'Algèria. Va ser un cap militar (conegut amb el malnom d'Abdelkader) en la Guerra de la Independència Algeriana. Durant la mateixa va estar destinat en diferents llocs, inclòs el control de la frontera amb Mali i va viatjar a França amagat, organitzant la resistència del Front d'Alliberament a la metròpoli. Després de la independència va ser elegit diputat per a l'Assemblea Constituent. Ahmed Ben Bella el va triar per formar part del govern el 1962 ocupant la cartera de Joventut, Turisme i Esports. El 1963, després d'obtenir de nou la seva acta de diputat, va ser nomenat Ministre d'exteriors i el 1964 va passar a formar part del Comitè Central del FLN.
Molt unit al coronel Huari Bumedian des de la guerra de la independència, va tramar al costat d'aquest el cop d'estat contra el president. Sota el nou govern va continuar ocupant la cartera d'exteriors que li va permetre donar a conèixer el nou règim algerià pel món i començar a establir relacions diplomàtiques fluides amb França, amb qui va firmar un ampli acord econòmic el 1971. Partidari del Moviment de Països No Alineats, va ser un actiu defensor de l'esmentada organització, i va estendre la confiança de la mateixa al món àrab convertint Algèria en punt de trobada de diverses reunions internacionals. Durant les seves funcions com a President de l'Assemblea General de l'Organització de les Nacions Unides el 1974, va obtenir el reconeixement de l'Organització per a l'Alliberament de Palestina com a membre de ple dret de l'Assemblea, la qual cosa li va fer guanyar les simpaties dels palestins. Va dimitir com a Ministre d'Exteriors el 1979 després de la mort de Bumedian i el nou president, Chadli Bendjedid, el va nomenar Ministre d'Estat amb escasses competències.
El nou règim el va condemnar a l'ostracisme des de 1980. El 1983 el Tribunal de Comptes li va obrir un expedient per malversació de fons públics Entre 1983 i 1987 va estar exiliat als Emirats Àrabs Units, Suïssa i la pròpia França. A la seva tornada al país es va unir al moviment de la Carta dels 18 en contra de Benjedid i el 1989 es va reincorporar al Comitè Central del FLN. Fins a 1999 va rebutjar tots els oferiments per dirigir el país o assumir algun tipus de responsabilitat governamental. Després del final del govern de Liamine Zéroual, es va presentar com a candidat independent a les eleccions per a la Presidència de la República el 15 d'abril de 1999 sota un programa de reconciliació nacional amb els islamistes i en contra de les posicions de l'exèrcit, partidari del combat i la repressió dels elements fonamentalistes. Malgrat haver-se presentat com a independent, Bouteflika va obtenir el suport del FLN i del partit de Zéroual, el Reagrupament Nacional Democràtic, i va obtenir a prop del 74% dels sufragis.

### Presidència d'Algèria
Després de l'aclaparadora victòria, va aprofitar per oficialitzar i legalitzar la treva prèviament establerta per l'Exèrcit Islàmic de Salvació, braç armat del FIS, el 1997. Això va conduir al final de la lluita armada el 6 de juny de 1999. Dins del Pla de Concòrdia Nacional, aprovat per l'Assemblea Nacional, el juliol de 1999 es va decretar una amnistia per a tots els presos fonamentalistes que no hagueren comès delictes de sang, mentre s'instrumentava un programa d'integració social. El 4 de gener de 2000, l'Exèrcit Islàmic de Salvació i el Govern van firmar el Tractat de Pau que va permetre la dissolució de l'organització terrorista i l'indult de tots els seus membres. Tanmateix, tant el Grup Islàmic Armat (Gia) com el grup Grup Salafista per a la Predicació i el Combat (Gspc) es van negar a la firma de l'acord i van continuar les seves accions armades. El 2004 va ser reelegit amb el 83% dels vots.
Des de la firma dels acords de pau, Bouteflika va desenvolupar una àmplia tasca política internacional per millorar la imatge d'Algèria: millora de les relacions amb el Marroc de Mohammed VI, acceptació explícita del President dels Estats Units, Bill Clinton, de la política interna de repressió contra els islamistes encara combatents, represa d'un diàleg fluid amb França i firma d'acords comercials avantatjosos amb Espanya per ampliar el subministrament de gas natural a aquest país i, en un futur, a altres zones d'Europa.
Va guanyar per majoria absoluta les eleccions legislatives de 2007 amb una alta abstenció, i el 5 de setembre de 2007, durant un viatge del President a Batna, Al-Qaida del Magrib Islàmic va fer esclatar una bomba entre una multitud que esperava l'arribada presidencial, el que va causar vint-i-dos morts.
El 2010, els periodistes es van reunir per manifestar-se per la llibertat de premsa i contra el paper autodenominat de Bouteflika com a redactor en cap de la televisió estatal d'Algèria. El febrer de 2011, el govern va rescindir l'estat d'emergència que existia des del 1992, però va prohibir totes les concentracions i manifestacions de protesta. No obstant això, l'abril de 2011, més de 2.000 manifestants van desafiar la prohibició oficial i van sortir als carrers d'Alger, xocant amb les forces policials. Els manifestants van assenyalar que es van inspirar en la recent revolució egípcia i que Algèria era un estat policial i "corrupte fins al moll de l'os".
El 2013 va tenir un atac de cor i des d'aquell moment va reduir molt la seva presència pública.
L'11 de març de 2019, després de protestes sostingudes, Bouteflika va anunciar que no buscaria un nou mandat i finalment accedí a les demandes del cap de gabinet de l'exèrcit, va renunciar el 2 d'abril de 2019.